# Chiropotes chiropotes
El sakí barbudo rojizo (Chiropotes chiropotes) es una especie de saki barbudo (género Chiropotes), un primate platirrino de Sudamérica. Se lo encuentra al norte del río Amazonas y al este del río Branco en Brasil, Venezuela, Surinam, la Guyana francesa y Guyana. Es posible que la especie C. chiropotes sea la misma que la del saki barbudo marrón del oeste, en cuyo caso el nombre científico correcto del sakí barbudo rojizo sería C. sagulatus.